# Baptism of Fire
Baptism of Fire – amerykański film dokumentalny z 1943 roku.

## Nagrody i nominacje
| Nazwa nagrody | Wygrane            | Nominacje                                                                                         |
| ------------- | ------------------ | ------------------------------------------------------------------------------------------------- |
| Oscar         | 1944 bez rezultatu | 1944 Najlepszy pełnometrażowy film dokumentalny wyprodukowany przez U.S. Army Fighting Men Series |